# Matheolus Perusinus
Matheolus Perusinus (Perúgia, ? — Pádua, 1480), também conhecido por Mattiolo Mattioli e Mateus de Perúgia,  foi um humanista e professor de filosofia e medicina. Foi tutor de Hartmann Schedel e autor de uma obra sobre a memória humana: o Tractatus Artis Mememorativæ.